# Zsanett
Zsanett [ˈʒɒnɛtː] ist ein weiblicher Vorname. Er ist die ungarische Variante des Vornamens Jeanette.

## Bekannte Namensträgerinnen
- Zsanett Bragmayer (* 1994), ungarische Triathletin
- Zsanett Égerházi (* 1976), ungarische Pornodarstellerin, Nackt-Model und Unternehmerin
- Zsanett Jakabfi (* 1990), ungarische Fußballspielerin